# Maksim (Gavrilović)
MAKSIM (Gavrilović) (? - Sečuj, 6. siječnja 1732.), episkop sigetski i mohački (1721. – 1732.). Kao arhimandrit manastira Bešenova izabran je za episkopa sigetskog i mohačkog na narodnom saboru u manastiru Hopovu prvih dana 1721. godine, a posvećen je za episkopa na Spasovo, 18. svibnja iste godine. Episkop Maksim je "kupio u Osijeku episkopski dom od kameralnog obrdirektora /glavnog direktora/ Osenda". Umro u Sečuju prilikom vizitacije eparhije.